# Србијо мајко
Србијо мајко је српска патриотска песма групе ДнД из 2002. године.
Идеју за снимање песме даје Богољуб Карић, који прати Захара док је он стварао музику и текст. Песма је 2005. објављена на албуму Земља и со. Уз поп верзију, објављена је и симфонијска верзија у аранжману Ангела Шурева.
У стиховима се описују лепоте Србије и љубав према домовини.